# Mistrzostwa Europy w Lekkoatletyce 1986 – skok o tyczce mężczyzn

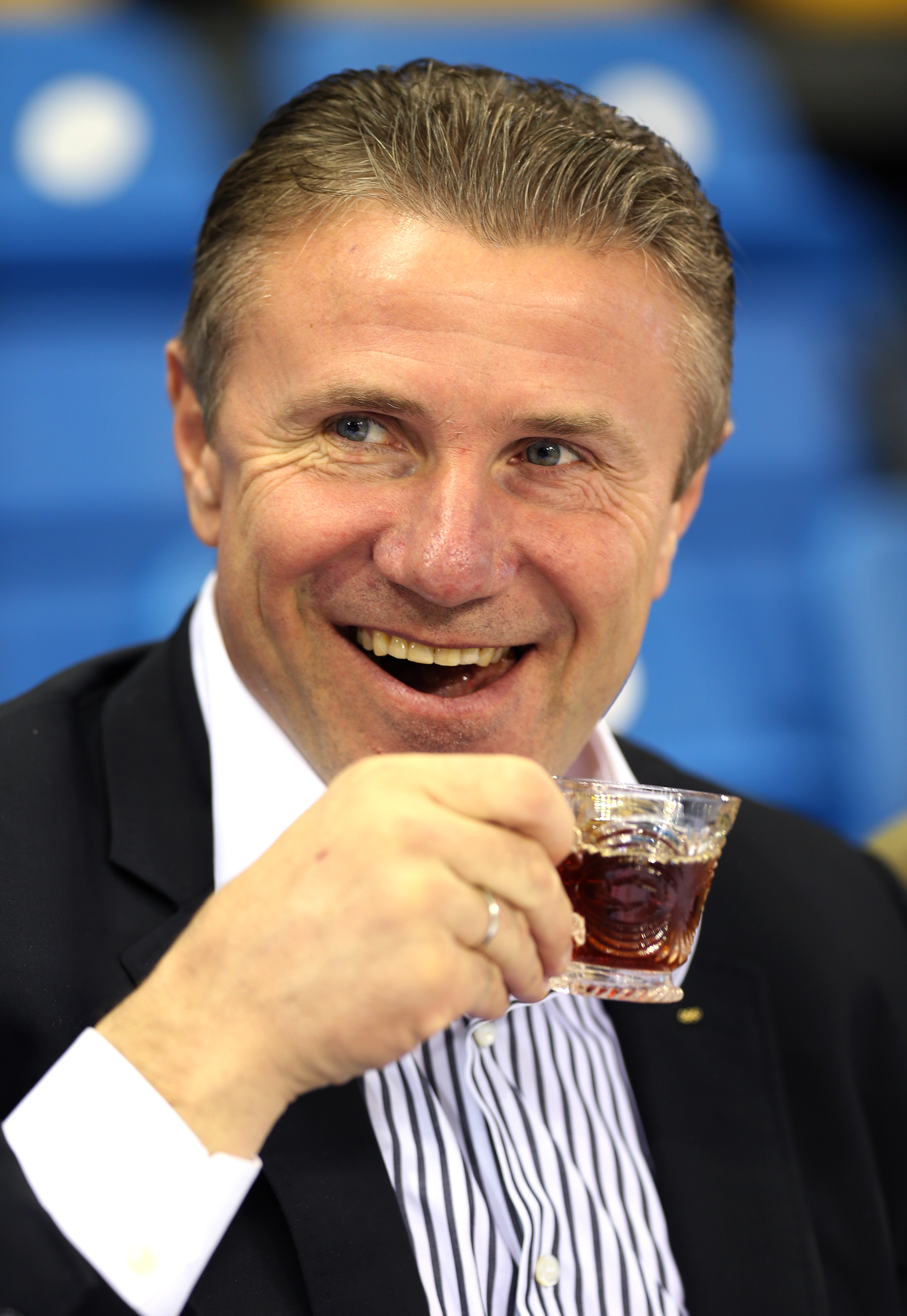
Serhij Bubka

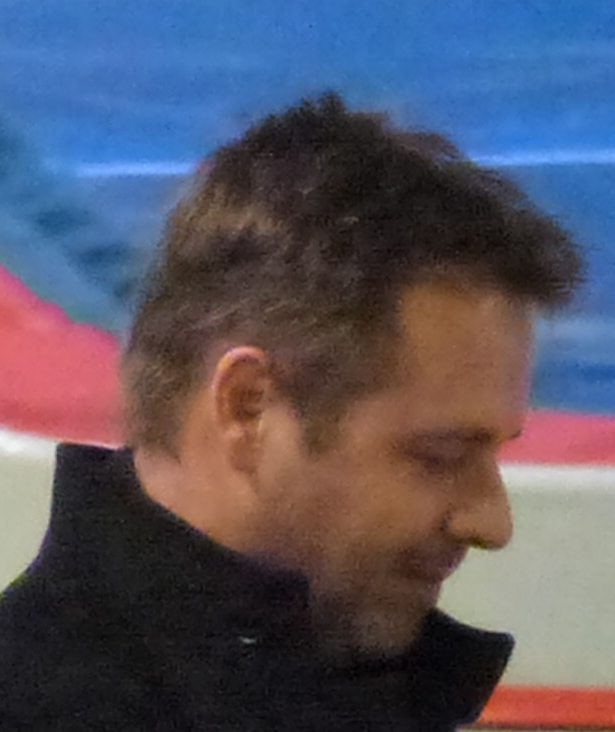
Philippe Collet

Skok o tyczce mężczyzn był jedną z konkurencji rozgrywanych podczas XIV mistrzostw Europy w Stuttgarcie. Kwalifikacje zostały rozegrane 27 sierpnia, a finał 29 sierpnia 1986 roku. Zwycięzcą tej konkurencji został reprezentant Związku Radzieckiego Serhij Bubka. W rywalizacji wzięło udział dwudziestu zawodników z dziesięciu reprezentacji.

## Rekordy
| Rekord świata     | Serhij Bubka (SUN)      | 6,01 | Moskwa, ZSRR  | 08.07.1986 |
| Rekord Europy     | Serhij Bubka (SUN)      | 6,01 | Moskwa, ZSRR  | 08.07.1986 |
| Rekord mistrzostw | Aleksandr Krupski (SUN) | 5,60 | Ateny, Grecja | 09.09.1982 |
| Rekord mistrzostw | Władimir Polakow (SUN)  | 5,60 | Ateny, Grecja | 09.09.1982 |
| Rekord mistrzostw | Atanas Tyrew (BGR)      | 5,60 | Ateny, Grecja | 09.09.1982 |

## Wyniki

### Kwalifikacje
Zawodnicy startowali w dwóch grupach. Minimum kwalifikacyjne wynosiło 5,50 m. Do finału awansowali skoczkowie, którzy uzyskali minimum (Q) lub 12 skoczków z najlepszymi wynikami (q).
| Pozycja | Grupa | Zawodnik                | Państwo         | Wynik | Uwagi |
| ------- | ----- | ----------------------- | --------------- | ----- | ----- |
| 1       | A     | Philippe Collet         | Francja         | 5,50  | Q     |
| 1       | A     | Serhij Bubka            | ZSRR            | 5,50  | Q     |
| 1       | A     | Zdeněk Lubenský         | Czechosłowacja  | 5,50  | Q     |
| 1       | A     | Wasyl Bubka             | ZSRR            | 5,50  | Q     |
| 1       | A     | Stanimir Penczew        | Bułgaria        | 5,50  | Q     |
| 1       | B     | Atanas Tyrew            | Bułgaria        | 5,50  | Q     |
| 1       | B     | Thierry Vigneron        | Francja         | 5,50  | Q     |
| 1       | B     | Nikołaj Nikołow         | Bułgaria        | 5,50  | Q     |
| 1       | B     | Kimmo Kuusela           | Finlandia       | 5,50  | Q     |
| 1       | B     | František Jansa         | Czechosłowacja  | 5,50  | Q     |
| 11      | A     | Christiaan Leeuwenburgh | Holandia        | 5,40  | q     |
| 11      | A     | Asko Peltoniemi         | Finlandia       | 5,40  | q     |
| 11      | B     | Serge Ferreira          | Francja         | 5,40  | q     |
| 14      | A     | Jürgen Winkler          | RFN             | 5,30  |       |
| 14      | A     | Hermann Fehringer       | Austria         | 5,30  |       |
| 16      | B     | Bernhard Zintl          | RFN             | 5,20  |       |
| –       | A     | Alberto Ruiz            | Hiszpania       | NM    |       |
| –       | B     | Andy Ashurst            | Wielka Brytania | NM    |       |
| –       | B     | Javier García           | Hiszpania       | NM    |       |
| –       | B     | Rodion Gataullin        | ZSRR            | NM    |       |

### Finał
| Poz. | Zawodnik                | Reprezentacja  | 5,25 | 5,35 | 5,45 | 5,55 | 5,65 | 5,70 | 5,75 | 5,80 | 5,85 | 6,08 | Wynik | Uwagi |
| ---- | ----------------------- | -------------- | ---- | ---- | ---- | ---- | ---- | ---- | ---- | ---- | ---- | ---- | ----- | ----- |
| 01 ! | Serhij Bubka            | ZSRR           | –    | –    | –    | –    | –    | xxo  | –    | –    | o    | xxx  | 5,86  | CR    |
| 02 ! | Wasyl Bubka             | ZSRR           | –    | –    | xo   | –    | xo   | –    | xo   | –    | xxx  |      | 5,75  |       |
| 03 ! | Philippe Collet         | Francja        | –    | –    | –    | –    | o    | –    | xxo  | –    | xxx  |      | 5,75  |       |
| 4.   | Atanas Tyrew            | Bułgaria       | –    | o    | –    | xo   | –    | xxo  | –    | xxx  |      |      | 5,70  |       |
| 5.   | Kimmo Kuusela           | Finlandia      | o    | o    | o    | o    | xx–  | x    |      |      |      |      | 5,55  |       |
| 6.   | Zdeněk Lubenský         | Czechosłowacja | –    | xo   | –    | o    | xxx  |      |      |      |      | xo   | 5,55  |       |
| 7.   | Stanimir Penczew        | Bułgaria       | –    | xxo  | –    | o    | xx–  | x    |      |      |      |      | 5,55  |       |
| 8.   | Serge Ferreira          | Francja        | –    | o    | xxx  |      |      |      |      |      |      |      | 5,35  |       |
| 9.   | František Jansa         | Czechosłowacja | –    | xo   | –    | xxx  |      |      |      |      |      |      | 5,35  |       |
| 9.   | Nikołaj Nikołow         | Bułgaria       | –    | xo   | –    | xxx  |      |      |      |      |      |      | 5,35  |       |
| 11.  | Christiaan Leeuwenburgh | Holandia       | o    | –    | xxx  |      |      |      |      |      |      |      | 5,25  |       |
| 12.  | Asko Peltoniemi         | Finlandia      | xo   | –    | xxx  |      |      |      |      |      |      |      | 5,25  |       |
| –    | Thierry Vigneron        | Francja        | –    | –    | –    | –    | xx–  | x    |      |      |      |      | NM    |       |